# دانشگاه دامغان

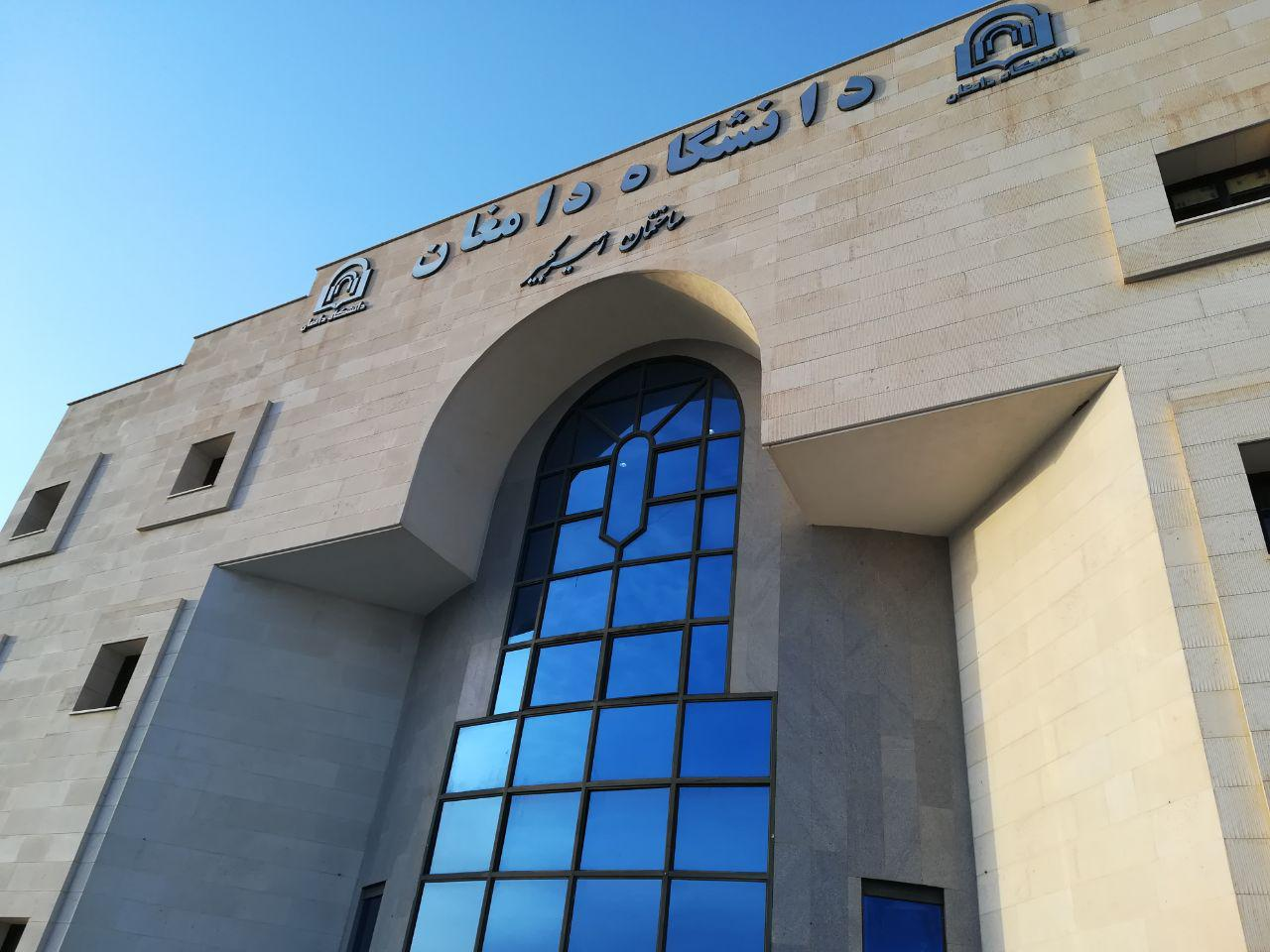
ساختمان امیرکبیر

دانشگاه دامغان (به انگلیسی Damghan University) یکی از دانشگاه‌های دولتی ایران است که در قسمت شمال غرب شهر دامغان (حد فاصل شهرک‌های بوستان و گلستان) در شهرستان دامغان واقع شده‌ است.
تقریبا تمام امکانات این دانشگاه بصورت متمرکز در مجتمع دانشگاهی (پردیس دانشگاه) و ناحیه مناسب و آرامی از شهر تجمیع شده است که موجب بهبود دسترسی دانشجویان به امکانات مختلف دانشگاه می شود. همچنین اکثر ساختمان‌های دانشگاه و خوابگاه‌ها نوساز هستند.
رشته‌های این دانشگاه از جمله علوم پایه، فنی و مهندسی، هنر و علوم انسانی، می‌تواند به پویایی علمی این دانشگاه نیز کمک کند.

## تاریخچه
دانشگاه دامغان بین سال های 1367-1364 با همت مردمان دانش دوست این سرزمین، با راهبری شادروان دکتر محمدمسعود منصوری و به توشیح بنیانگذار فقید جمهوری اسلامی ایران، حضرت امام خمینی(ره) بنا نهاده شد. دانشگاه دامغان در آغاز چهارمین دهه فعالیت خود، در زمره یکی از دانشگاه های مطرح و جامع کشور قرار گرفته و به لطف خداوند متعال و برکت نظام مقدس جمهوری اسلامی ایران رشد شتابانی را در کارنامه خود به ثبت رسانده است. این دانشگاه با فراهم نمودن محیطی علمی و پویا برای افراد جویای معرفت، علم و دانش، پایگاه و نقطه اتکاء و اعتماد آنان است تا واقعیات و حقایق علمی را درک کنند و برای ارائه و نشر یافته های خود تلاش نمایند. دانشگاه دامغان مقصود و غایت خود را خلق، نشر و کاربرد دانش در یک محیط یادگیری کاملاً پویا جستجو می کند. چنین چشم اندازی موجب اعتلای کیفی آموزش در بستر پژوهش هدفمند می شود و می توان از این بستر امیدوار به ارائه خدمات به جامعه و حل مسائل آن بود .
در زمستان ۱۳۶۷ با تأسیس دانشکده علوم پایه دامغان موافقت و فعالیت آموزشی دانشگاه با عنوان دانشکده علوم پایه دامغان در مهرماه ۱۳۷۱، و با ورود ۳۵ دانشجو در رشته زمین‌شناسی آغاز شد.
به مرور طی سال‌های بعد، رشته‌های دبیری ریاضی، ریاضی کاربردی، ریاضی محض، شیمی، فیزیک، زیست‌شناسی و علوم کامپیوتر در مقاطع کاردانی، کارشناسی، کارشناسی ارشد و دکتری راه‌اندازی شد.
در تاریخ ۱۳۸۱/۶/۱۹ با تلاش مدیران وقت دانشکده و مسئولان شهرستان و با تصویب شورای گسترش آموزش عالی، دانشکده علوم پایه دامغان به دانشگاه علوم پایه دامغان ارتقاء یافت.
در تاریخ ۱۳۸۹/۲/۵ با موافقت شورای گسترش آموزش عالی، دانشگاه علوم پایه دامغان به دانشگاه دامغان تبدیل و با اعطاء موافقت اصولی تأسیس و راه‌اندازی ۲ دانشکده فنی و مهندسی و هنر در این دانشگاه، و با اضافه شدن دانشکده علوم انسانی، تعداد دانشکده‌های آن به عدد ۸ رسید. در حال حاضر دانشگاه دامغان دارای دانشکده‌های علوم زمین، ریاضی و علوم کامپیوتر، شیمی، فیزیک، زیست‌شناسی، علوم انسانی، فنی و مهندسی و هنر، ۱۷۲ عضو هیئت علمی و ۵۴۲۳ دانشجو در ۳ مقطع کارشناسی، کارشناسی ارشد و دکتری و ۶۸ رشته و گرایش می‌باشد.

## دانشکده‌ها

### دانشکده علوم زمین

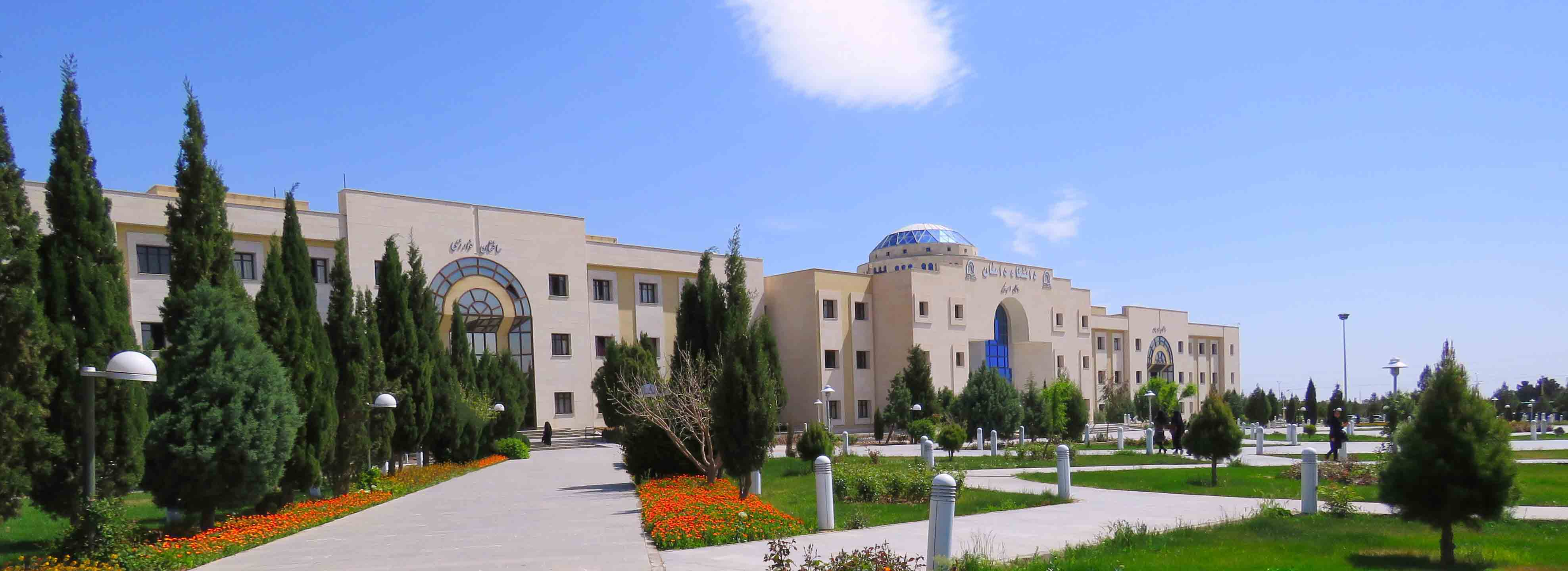
دانشگاه دامغان

دانشکده علوم زمین به عنوان اولین گروه آموزشی دانشگاه، در سال ۱۳۷۱ با پذیرش ۳۵ دانشجو تحت نام گروه زمین شناسی، فعالیت خود را با گرایش زمین شناسی محض آغاز نموده است. در سال ۱۳۸۷ گرایش زمین شناسی کاربردی به رشته های دانشکده علوم زمین افزوده شد و در سال ۱۳۹۱ با اتمام پذیرش دانشجویان زمین شناسی کاربردی، اولین دوره دانشجویان ژئومورفولوژی در این دانشکده پذیرفته و مشغول به تحصیل شدند. این دانشکده هم‌اکنون شامل  استادیار، ۳ دانشیار، ۲۳۰ دانشجو در مقطع کارشناسی و ۳۵ دانشجو در مقطع کارشناسی‌ارشد می‌باشد. رشته های تحصیلی این دانشکده در مقطع کارشناسی و کارشناسی‌ارشد به شرح زیر می‌باشند:   
| کارشناسی:      | جغرافیا  | زمین‌شناسی        | ---                | ---              | ---              | ---                       |
| کارشناسی ارشد: | پترولوژی | چینه و فسیل‌شناسی | زمین‌ساخت و تکتونیک | زمین‌شناسی مهندسی | زمین‌شناسی‌اقتصادی | کانی‌شناسی و سنگ های صنعتی |

در جدول زیر نیز می‌توانید آزمایشگاه‌ها و کارگاه‌های موجود در این دانشکده را مشاهده کنید.
| رسوب‌شناسی | تکتونیک تجربی | کانی و سنگ‌شناسی | زمین‌شناسی مهندسی | زمین‌شناسی اقتصادی | فتوژئولوژی | ژئومورفولوژی | میانبارهای سیال | کارگاه مقطع‌گیری | چینه و فسیل‌شناسی |

دانشکده ریاضی و علوم کامپیوتر
دانشکده ریاضی و علوم‌کامپیوتر دانشگاه دامغان ابتدا در قالب گروه ریاضی دانشکده علوم‌پایه دامغان در سال ۱۳۷۳ فعالیت خود را با پذیرش دانشجویان رشته های ریاضیات کاربردی و دبیری ریاضی آغاز نمود. در سال ۱۳۷۸ اولین دوره دانشجویان ریاضی‌محض در این مجموعه پذیرفته و مشغول به تحصیل شدند. در سال ۱۳۷۹، گروه موفق به راه‌اندازی دوره کارشناسی‌ارشد ریاضیات محض گردید. در همین سال با پذیرش دانشجویان کاردانی ناپیوسته کامپیوتر، گروه کامپیوتر نیز در کنار گروه ریاضی تشکیل گردید. در سال ۱۳۸۱ دانشکده ریاضی و علوم‌کامپیوتر شامل گروه های ریاضی و کامپیوتر به عنوان یکی از دانشکده‌های دانشگاه شکل گرفت. در حال حاضر دانشجویان در رشته‌های ریاضی‌محض، ریاضی‌کاربردی و علوم‌کامپیوتر در مقاطع کارشناسی، کارشناسی‌ ارشد و دکترا مشغول به تحصیل می‌باشند. این دانشکده شامل ۱ استاد، ۶ دانشیار، ۱۷ استادیار و ۲ مربی می‌باشد.
| ریاضی محض | ریاضی کاربردی | علوم کامپیوتر |

| خانۀ ریاضیات | سایت‌های آموزشی (سایت DN و سایت GV) | مرکز محاسبات HPC |

### دانشکده شیمی
گروه شیمی در دانشگاه دامغان از سال ۱۳۷۳ با پذیرش اولین دوره دانشجویان کارشناسی شیمی محض کار خود را آغاز کرده است. در حال حاضر دانشکده شیمی در مقطع کارشناسی دارای ۲ گرایش شیمی محض و شیمی کاربردی، در مقطع کارشناسی‌ارشد 8 گرایش شیمی تجزیه، شیمی فیزیک، شیمی آلی، شیمی معدنی، شیمی کاربردی، شيمي دارويي، نانوشيمي و شیمی پلیمر و در مقطع دکتری ۴ گرایش شیمی تجزیه، شیمی فیزیک، شیمی آلی و شیمی معدنی را دارا می‌باشد. این دانشکده شامل ۹ نفر استادیار، ۹ دانشیار و ۵ استاد می‌باشد. 
| گروه شیمی کاربردی | گروه شیمی تجزيه | گروه شیمی معدنی | گروه شيمي آلی و پلیمر | گروه شیمی فیزیک |

همچنین این دانشکده دارای آزمایشگاه های آموزشی و آزمایشگاه های تحقیقاتی می‌باشد. آزمایشگاه آنالیز دستگاهی ICP و FT-IR و آزمایشگاه های تحقیقاتی حرارتی و عنصری از جمله آزمایشگاه های تحقیقاتی این دانشگاه می‌باشند. 

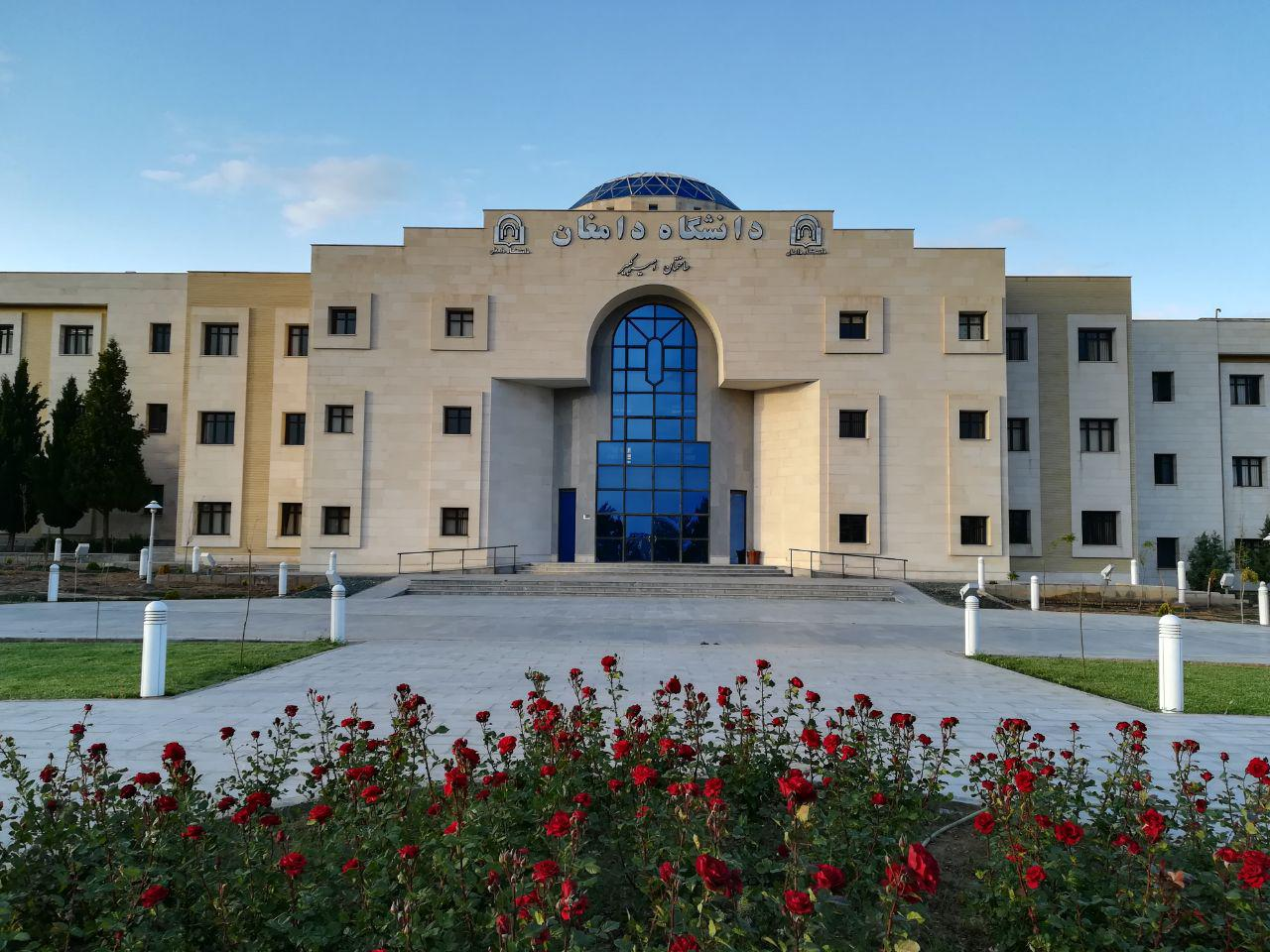
ساختمان‌های آموزشی از راست به چپ: ابوریحان، امیرکبیر، خوارزمی

### دانشکده فیزیک
دانشکده فیزیک در مهرماه سال ۱۳۷۵ فعالیت آموزشی خود را آغاز کرده است. در حال حاضر این دانشکده دارای دو رشته فیزیک و فیزیک مهندسی در مقطع کارشناسی و ۵ رشته با گرایش های حالت جامد، نجوم و اخترفیزیک، هسته‌ای، گرانش و کیهان شناسی و نانوفیزیک در مقطع کارشناسی‌ارشد و ۳ رشته در گرایش ماده‌چگال (حالت جامد)، فیزیک هسته‌ای و نانوفیزیک در مقطع دکتری است. این دانشکده دارای ۱۵ نفر استادیار، ۵ نفر دانشیار و ۲ نفر استاد می‌باشد. 
| گروه فیزیک حالت جامد | گروه فیزیک نجوم و اخترفیزیک | گروه فیزیک هسته‌ای و ذرات بنیادی |

از جمله امکانات موجود در دانشکده فیزیک می‌توان به رصدخانه، آزمایشگاه‌های آموزشی و آزمایشگاه‌های تحقیقاتی اشاره کرد. آزمایشگاه‌های تحقیقاتی این دانشکده نیز عبارتند از: ۱- آزمایشگاه فیزیک هسته‌ای، ۲- آزمایشگاه تحقیقاتی نانوفیزیک و حالت جامد، ۳- آزمایشگاه میکروسکوپ پروبی روبشی(SPM)، ۴- آزمایشگاه اسپاترینگ و مشخصه یابی نانومواد.

### دانشکده زیست‌شناسی

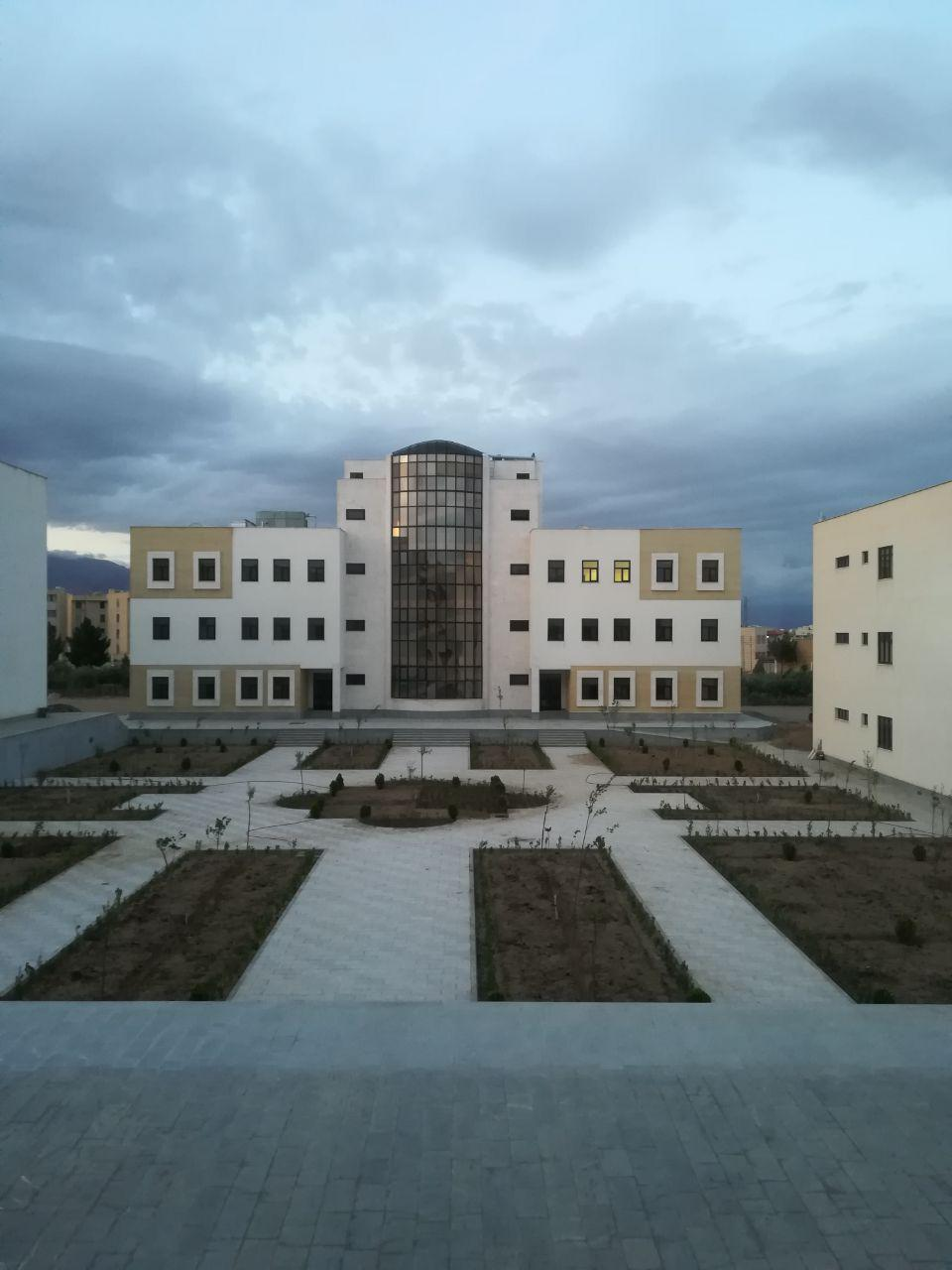
ساختمان ابن سینا دانشگاه دامغان

دانشکده زیست‌شناسی به‌عنوان یکی از دانشکده‌های قدیمی دانشگاه دامغان به‌طور رسمی فعالیت‌های آموزشی-پژوهشی خود را در بهمن‌ماه سال ۱۳۸۵ در سه شاخه علوم گیاهی، زیست عمومی و سلولی مولکولی آغاز نمود. در حال حاضر این دانشکده دارای سه گرایش زیست‌شناسی جانوری، زیست‌شناسی سلولی و مولکولی و زیست‌شناسی علوم گیاهی در مقطع کارشناسی و پنج رشته و گرایش‌های فیزیولوژی گیاهی، سیستماتیک اکولوژی، زیست تکوین، فیزیولوژی جانوری و بیوشیمی در مقطع کارشناسی‌ارشد و ۱ رشته با گرایش فیزیولوژی جانوری در مقطع دکترا است.
همچنین این دانشکده دارای ۷ آزمایشگاه به نام‌های آزمایشگاه گیاه‌شناسی، آزمایشگاه فیزیولوژی گیاهی، آزمایشگاه سلولی و مولکولی، آزمایشگاه فیزیولوژی جانوری، آزمایشگاه میکروسکوپی، آزمایشگاه کشت سلول و بافت و آزمایشگاه الکتروفیزیولوژی است.
دانشکده فنی و مهندسی
با موافقت دفتر گسترش آموزش عالی دانشگاه علوم پایه دامغان از ابتدای سال ۱۳۸۹ شکل جامع به خود گرفته و مجوز ایجاد دانشکده فنی و مهندسی به دانشگاه داده شد. در این راستا دفتر گسترش مجوز ایجاد رشته‌های مهندسی نرم‌افزار و مهندسی صنایع را با توجه به پتانسیل‌های موجود به دانشگاه اعطا نمود و از نیمسال دوم سال تحصیلی ۹۰–۸۹ دانشگاه پذیرای دانشجویان در رشته‌های مهندسی نرم‌افزار و مهندسی صنایع در دانشگاه بوده‌است. هم‌اکنون این دانشکده دارای 5 استاد با درجه‌ی دانشیار، 23 استادیار و 5 مربی می‌باشد. همچنین تعداد ۸۶۰ دانشجو در مقطع کارشناسی در پنج گروه مهندسی کامپیوتر-نرم‌افزار، مهندسی صنایع، مهندسی برق، مهندسی عمران و مهندسی مکانیک در دانشکده فنی و مهندسی دانشگاه دامغان مشغول به تحصیل می‌باشند. 
از امکانات این دانشکده می‌توان به سایت آموزشی دانشکده با نرم‌افزارهای مورد نیاز رشته‌های موجود، کارگاه مبانی مهندسی برق، کارگاه مدار الکتریکی۱، کارگاه مدار منطقی، آزمایشگاه‌های آموزشی و آزمایشگاه‌های تحقیقاتی اشاره کرد. آزمایشگاه‌های تحقیقاتی دانشکده عبارتند از: 1-‌ آزمایشگاه انرژی‌های نو 2- آزمایشگاه‌های پژوهشی تولید پیشرفته 3- کارگاه مدل‌سازی، ذوب و ریخته‌گری 4- آزمایشگاه حفاظت سیستم‌های قدرت 5- آزمایشگاه مهندسی سطح پیشرفته 6- آزمایشگاه کامپوزیت و مواد پیشرفته.
| مهندسی کامپیوتر | مهندسی صنایع | مهندسی برق | مهندسی عمران | مهندسی مکانیک | مهندسی شیمی |

دانشکده هنر
شورای گسترش آموزش عالی در جلسه مورخ ۱۵/۱۲/۸۸ خود ضمن موافقت قطعی با تغییر نام دانشگاه علوم پایه دامغان به دانشگاه دامغان، با ایجاد دانشکده هنر در این دانشگاه موافقت اصولی نمود. در مردادماه ۱۳۸۹ کلنگ احداث دانشکده هنر به دست کامران دانشجو، وزیر وقت علوم، تحقیقات و فناوری زده شد. با تشکیل کارگروه دانشکده هنر به منظور تهیه و تدوین برنامه های آموزشی در تاریخ ۸۹/۹/۲۱ تفاهمنامه همکاریهای آموزشی، پژوهشی و فرهنگی بین دانشگاه دامغان و معاونت آموزشی و پژوهشی سازمان صدا و سیما به امضاء رسید. بر اساس تلاش‌ها و برنامه‌های مشترک، طی مکاتبه‌ای با شورای گسترش آموزش عالی و با عنایت به آمادگی طرفین قرارداد مقرر گردید تمهیدات لازم جهت ایجاد ۵ رشته (در مقطع کارشناسی) ادبیات نمایشی، تلویزیون و هنرهای دیجیتالی، کارشناسی سینما، بازیگری و کارگردانی و کارگردانی تلویزیون اتخاذ گردد. شورای گسترش آموزش عالی در جلسه مورخ ۹۰/۴/۱۱ خود با پذیرش دانشجو در رشته‌های ادبیات نمایشی، تلویزیون و هنرهای دیجیتالی از پنج رشته درخواستی در مقطع کارشناسی برای نیمسال دوم سال تحصیلی ۹۱–۹۰ به ترتیب به صورت نیمه متمرکز و متمرکز موافقت نمود.
دانشکده هنر دانشگاه دامغان، فعالیت آموزشی خود را در بهمن ماه سال ۱۳۹۰ با پذیرش دانشجو در دو رشته تلویزیون و هنرهای دیجیتال و ادبیات نمایشی آغاز نموده‌است.
این دانشکده دارای ۹ کارگاه به نام‌های کارگاه عکاسی، ۲ کارگاه نمایش، کارگاه گرافیک، کارگاه انیمیشن دو بعدی، سایت کامپیوتر، کارگاه انیمیشن عروسکی، کارگاه طراحی عمومی و کارگاه طراحی انیمیشن می‌باشد.

### دانشکده علوم انسانی
دانشکده علوم انسانی در سال ۱۳۹۲ و با جذب دانشجو در رشته فقه و حقوق جزا در مقطع کارشناسی ارشد رسماً کار خود را آغاز کرد. در ادامه نیز در سال ۱۳۹۵ رشته‌های علوم ورزشی، جغرافیا و حقوق در مقطع کارشناسی و مترجمی زبان عربی در مقطع کارشناسی ارشد و در سال ۱۳۹۶ رشته‌های زبان انگلیسی و اقتصاد در دانشکده ایجاد شدند.

### پژوهشکده علوم زیستی
شورای گسترش آموزش عالی کشور در جلسه مورخ ۱۱/۴/۱۳۹۰ خود با ایجاد پژوهشکده علوم زیستی در دانشگاه دامغان موافقت کرد. این پژوهشکده شامل: ۴ گروه پژوهشی به نام‌های: گروه پژوهشی زیست‌شناسی سلولی و مولکولی، گروه پژوهشی فیزیولوژی، گروه پژوهشی علوم گیاهی و گروه پژوهشی بیوشیمی است که انجام طرح‌های پژوهش تقاضامحور و کاربردی در زمینه زیست‌شناسی و پزشکی ترمیمی سلول‌های بنیادی، زیست‌شناسی اعصاب و داروهای گیاهی را در اهداف خود دارد.

## مهم‌ترین دستاوردها
- کسب رتبه‌های ۶ و ۱۰ بین دانشگاه‌های ایران بر اساس نظام رتبه‌بندی Nature-Index در سال ۱۴۰۰[۴].
- انتخاب دانشگاه دامغان به عنوان یکی از دو دانشگاه برتر در زمینه طرح‌هایی برای بهره‌برداری از مزیت استانی (عنوان طرح دانشگاه دامغان: افزایش کمی و کیفی محصول پسته) [۵].
- کسب رتبه ۶ در مقطع کارشناسی و رتبه ۱۰ در مقطع کارشناسی ارشد دانشگاه دامغان (بین دانشگاه‌های کشور) از نظر وضعیت اشتغال فارغ التحصیلان در سال ۱۳۹۹ [۶].
- بنا بر اعلام فدراسیون سرآمدان علمی ایران دانشگاه دامغان تنها دانشگاه استان سمنان است که در ۵ دوره اخیر انتخاب سرآمدان علمی در فهرست مراکز دانشگاهی سراسر کشور قرار گرفته است.[۷]
- ‌کسب رتبه ۱۳ دانشگاه دامغان در رتبه‌بندی فدراسیون سرآمدان علمی کشور در سال 97 [۸]
- در رتبه‌بندی وبومتریکس منتشر شده در ژانویه ۲۰۲۱ دانشگاه دامغان با صعود ۱۱ پله‌ای به رتبه ۶۳ پر استنادترین وب‌سایت‌های دانشگاهی کشور رسید.[۹]
- قرار گیری نام اساتید علوم پایه و فنی و مهندسی دانشگاه دامغان در جمع دانشمندان دو درصد برتر دنیا که از معیارهای قرارگیری در این فهرست، تعداد ارجاعات محققین دیگر به مقالات این افراد و شاخص H-index هر فرد تا انتهای سال ۲۰۲۱ میلادی است.[۱۰]
- کسب رتبه ۲۳، آزمایشگاه مرکزی دانشگاه دامغان در بین ۲۹۰ مرکز عضو شبکه آزمایشگاهی فناوری‌های راهبردی[۱۱]
- کسب عنوان «مرکز مشاوره نمونه کشوری» توسط مرکز مشاوره و سلامت دانشگاه دامغان از سوی سازمان امور دانشجویان[۱۲]
- قرارگیری در جمع ۱۴ دانشگاه و مرکز آموزش عالی برتر کشور در برگزاری دوره‌های مهارت‌افزایی[۱۳]
- کسب افتخارات دانشجویان دانشکده هنر در جشنواره های مختلف از جمله جشنواره بین المللی Lift-Off Global Network و جشنواره CINEMA PATOLOGICO و جشنواره تئاتر دانشگاهی ایران.[۱۴][۱۵][۱۶]

## امکانات پژوهشی، آموزشی و رفاهی دانشگاه
- کتابخانه مرکزی دانشگاه
- کانون‌های دانشجویی
- آزمایشگاه‌های تخصصی
- مرکز مشاوره
- اداره تربیت بدنی
- شورای صنفی رفاهی دانشجویان
- انجمنهای علمی

## پذیرش داشجویان بین الملل
دانشگاه دامغان در سال 1402 موفق به اخذ مجوز پذیرش دانشجوی بین الملل از وزارت عتف شد که اولین گروه دانشجویان بین الملل در دو رشته حقوق و علوم کامپیوتر، در مهرماه این سال ثبت‌نام و مشغول به تحصیل ‌شدند .